# The Iron Sheik
Hossein Khosrow Ali Vaziri (persisch حسین خسرو علي وزیری; * 9. September 1942 in Damghan, Iran; † 7. Juni 2023 in Fayetteville, Georgia, USA), besser bekannt als The Iron Sheik (englisch für „Der Eiserne Scheich“), war ein iranischer Wrestler. Seine größten Erfolge hatte er dabei in der World Wrestling Federation (WWF), wo er sowohl World Wrestling Federation Champion, als auch WWF Tag Team Champion war. Überdies ist er seit 2005 Mitglied der WWE Hall of Fame.

## Anfänge
Vaziri hat einen sportlichen Hintergrund als Ringer und trainierte 1968 für die Olympischen Spiele. Er schied allerdings, entgegen allen Gerüchten, in den Vorentscheidungen aus. 1971 war er Champion der Amateur Athletic Union in der Ringerklasse bis 82 kg. 1972 und 1976 war er außerdem Assistenztrainer für die olympischen Ringermannschaften der USA. Ab 1972 wurde er nach Training durch Verne Gagne Profiwrestler.

## Karriere
Nachdem er zunächst auf regionaler Ebene in Kanada als Great Hossein Arab aktiv gewesen war, kam er 1979 schließlich zur World Wrestling Federation, wo er als Bösewicht Iron Sheik mit einem seiner Herkunft entsprechenden Gimmick auftrat. Er bekam ein erstes Titelmatch gegen Bob Backlund, welches er verlor. Er fehdete danach noch mit Bruno Sammartino und Chief Jay Strongbow, bevor er die Organisation 1980 wieder verließ. 1983 kehrte er nach einer Zeit im Wrestling-Dachverband NWA zurück zur WWF, wo er Backlund erneut herausfordern und diesmal die WWF World Heavyweight Championship gewinnen durfte. Einige Wochen später musste er den Titel jedoch an Hulk Hogan wieder abgeben. Neben einer Fehde mit Sgt. Slaughter bildete er nun ein Tag Team mit Nikolai Volkoff. Sie erhielten 1985 bei Wrestlemania den WWF Tag Team Titel gegen den US-Express, verloren ihn jedoch kurze Zeit später wieder an dieselben.
1987 geriet Vaziri zusammen mit Jim Duggan auf der Fahrt zu einer Veranstaltung der WWF in eine Verkehrskontrolle. Die Polizisten stellten fest, dass beide Wrestler unter Drogeneinfluss standen; im Auto wurden zudem Spuren von Kokain gefunden. Duggan wurde daraufhin vorübergehend von der WWF suspendiert, Vaziri wenig später jedoch entlassen. Für Aufregung in der Wrestling-Szene sorgte der Umstand, dass beide Wrestler im Rahmen einer Storyline Gegner waren, und eine gemeinsame Autofahrt dem seinerzeit bedeutsamen Kayfabe widersprach.
In den folgenden drei Jahren trat Vaziri nun für alle anderen bedeutenden Wrestlingorganisationen Nordamerikas an, wie die WCCW, AWA, WWC und NWA bzw. später WCW. Dabei fehdete er hauptsächlich mit Tony Atlas und 1989 mit Sting um den WCW Television Titel.
1991 kam er zurück zur WWF und wurde als Colonel Mustafa Verbündeter seines ehemaligen Erzrivalen Sgt.Slaughter, der nun als Irak-Sympathisant auftrat. Die Storyline wurde beim Summerslam des Jahres durch eine Niederlage gegen Hulk Hogan und den Ultimate Warrior beendet. 1992 verließ Vaziri die WWF schließlich wieder.
In den Folgejahren trat Vaziri nur noch aktiv in Independent Promotions auf, bevor er 1996 kurzzeitig als Manager des Sultan zur WWF kam. 2001 gewann er nochmals die Gimmick-Battle Royal bei Wrestlemania XVII und wurde, ganz im Gegensatz zu seiner früheren Ringperson, von den Fans gefeiert.
2005 wurde er von Sgt. Slaughter in die WWE Hall of Fame eingeführt.
Zuletzt hatte Vaziri nur noch sporadische Auftritte und trat vor allem durch diverse Sticheleien gegen Kollegen, vor allem Hulk Hogan, hervor, die allerdings teilweise nur gespielt sind, um seinen Status als Heel zu wahren. Vor allem auf Twitter erreichte er mit oftmals vulgären, aber humorvollen Tweets ein großes Publikum.
Vaziri starb am 7. Juni 2023 im Alter von 81 Jahren.

## Wissenswertes
- Vaziri wurde im Januar 2002 auf einer Reise von Kanada in die USA am Flughafen als „potenzieller Terrorist“ verhaftet und erst nach einer Durchsuchung wieder freigelassen.
- Seine älteste Tochter wurde 2003 von ihrem Freund ermordet.
- 2007 gab Vaziri bei der Howard Stern Show zu, bisweilen bis zu 20.000 $ die Woche für Kokain ausgegeben zu haben.
- 2008 hatte Vaziri einen Auftritt in der kanadischen Reality-Show Kenny vs. Spenny.
- 2014 erschien der Dokumentarfilm The Sheik über ihn.

## Erfolge
- Georgia Championship Wrestling
  - 1× NWA National Television Championship
- International Association of Wrestling
  - 3× IAW Heavyweight Championship mit Brian Costello
- Maple Leaf Wrestling
  - 2× NWA Canadian Heavyweight Championship
- Jim Crockett Promotions / Mid-Atlantic Championship Wrestling
  - 1× NWA Mid-Atlantic Heavyweight Championship
- NWA All-Star Wrestling
  - 1× NWA Canadian Tag Team Championship mit The Texas Outlaw
- NWA New Zealand
  - 1× New Zealand British Commonwealth Championship
- NWA 2000
  - 1× NWA 2000 American Heritage Championship
- Pacific Northwest Wrestling
  - 1× NWA Pacific Northwest Tag Team Championship mit Bull Ramos
- World Wrestling Entertainment
  - WWE Hall of Fame 2005
  - Gimmick Battle Royal Wrestlemania 17
  - 1× WWF World Heavyweight Championship
  - 1× WWF World Tag Team Championship mit Nikolai Volkoff